# Konela
Oy Konela Ab mit Unternehmenssitz in Espoo in Finnland war ein Automobilhändler für Lada und verschiedene andere Marken. Mittlerweile wurde das Unternehmen in Delta Motor Group umbenannt.

## Geschichte
Die Ursprünge des Unternehmens reichen in den November 1937, als das Maschinenbauunternehmen Lauttasaari Autokorjaamo Oy gegründet wurde. Bei einem Eigentümerwechsel 1940 wurde das Unternehmen in Oy Löfström Ab umbenannt. Nach einem weiteren Inhaberwechsel 1947 erhielt das Unternehmen den Namen Oy Konela Ab.
Im Laufe der Jahre nahm der Verkauf von Automobilen eine immer wichtigere Rolle in der Geschäftstätigkeit ein. Ab den späten 1940er Jahren verkaufte Konela Fahrzeuge des Typs Pobeda und von Moskwitsch. Ab 1955 folgte die Marke Wolga. Ende der 1960er Jahre wurden pro Jahr rund 10.000 Moskwitsch und 200 Wolga verkauft. Zudem wurden Fahrzeuge der Marke Jalta und eine kleine Anzahl von Ural-Motorrädern importiert.
Ab 1971 begann der Import von Lada. Im ersten vollständigen Verkaufsjahr wurden mehr als 6000 Fahrzeuge dieser Marke verkauft. Ende der 1970er und Anfang der 1980er Jahre gab es 10.000 Neuzulassungen dieser Marke. Damit war der Lada seinerzeit das meistverkaufte Auto in Finnland.
Konela verfügte Mitte der 1970er Jahre über 400 Servicestationen und Werkstätten. Im Jahr 1976 wurde mehr als 12.000 Fahrzeuge aus der Sowjetunion verkauft. Bis 1978 hatte Konela mehr als 150.000 Fahrzeuge verkauft. An der finnisch-russischen Grenze befand sich ein Aufbereitungszentrum, das rund 4000 Mitarbeiter beschäftigte und in dem die Fahrzeuge für den finnischen Markt aufbereitet wurden. Als Standort dieses Zentrums wird Lappeenranta angegeben. Um seinen Marktanteil (Ende der 1970er Jahre 11 %) zu sichern, montierte Konela westliche Bauteile in seinen Fahrzeugen. Die meisten Lada-Fahrzeuge wurden mit 15.390 Einheiten im Jahr 1998 verkauft. Das entsprach einem Marktanteil in Finnland von rund 10 %.
Die Beteiligung der sowjetischen bzw. russischen Seite an Konela ist unklar. Für 1987 wird eine sowjetische Beteiligung von 95 % genannt. Für die Jahre 1999 und 2000 war für AwtoWAS immer noch eine Beteiligung von 70 % angegeben.
An den Importfahrzeugen wurden teilweise erhebliche Änderungen (abweichender Radstand, andere Motoren) vorgenommen. Dazu gehörte auch ein achtsitziger Wolga Kombi. Konela bot von 1984 bis 1986 eine Version des WAS-2107 mit Turbolader an. Das mit Spoilern ausgestattete Fahrzeug absolvierte den stehenden Kilometer in 32 Sekunden. Außerdem wurden Cabriolet-Umbauten des Lada Samara und des Lada Niva angeboten.
In den 1990er Jahren wurden viele Ladas in die ehemalige Sowjetunion verkauft. Rund 30.000 Fahrzeuge sollen in ihr Herkunftsland ausgeführt worden sein.
Die Tochtergesellschaft Italkon Oy begann Anfang der 1990er Jahre mit dem Import italienischer Fahrzeuge: zuerst Lancia, dann Fiat und schließlich Alfa Romeo.
Für das Jahr 1990 wurden 710 Mitarbeiter angegeben, die einen Umsatz von 731 Mio. Finnmark erwirtschafteten (1989: 783 Mio. Finnmark).
Im Jahr 1997 wurde das Unternehmen in Delta-Auto umbenannt. Im Internet firmierte es noch mindestens bis 2002 unter der Domain des alten Namens.

## Quelle
- Delta Motor Group – 75 vuotta Suomen automarkkinoilla. In: deltamotorgroup.fi. Abgerufen am 22. März 2019 (finnisch).